# الجسم الأم
الجسم الأم في علم النيازك هو الجسم السماوي الذي ينشأ منه نيزك أو فئة من النيازك .

## تعريف
من السهل ربط النيزك بجسم أصلي عندما يكون الجسم الأصلي لا يزال موجودًا. وهذا هو الحال بالنسبة للنيازك القمرية والمريخية . يمكن مقارنة العينات من النيازك القمرية التي يعثر عليها على الأرض ، المشتبه بها مع العينات التي أتى بها برنامج أبولو . كما يمكن مقارنة النيازك المريخية بالتحليل الذي أجرته المركبات الفضائية (على سبيل المثال كيوريوسيتي ).
يمكن أيضًا مقارنة النيازك بالفئات الطيفية للكويكبات . من أجل تعيين الجسم الأم لفئة من النيازك، يقوم العلماء بمقارنة بياضه وأطيافه مع أجسام أخرى معروفة. وتـٌظهر هذه الدراسات أن بعض فئات النيازك ترتبط ارتباطًا وثيقًا ببعض الكويكبات؛ فعلى سبيل المثال، ترتبط نيازك HED بكويكب 4 فيستا . 
هناك طريقة أخرى ربما تكون الأكثر فائدة لتصنيف النيازك حسب الأجسام الأم : وهي تجميعها وفقًا للتركيب، مع تجميع الأنواع من كل جسم أم افتراضي على رسم بياني. ربط علماء النيازك مبدئيًا النيازك الموجودة بـ 100-150 جسمًا أصليًا، وهو عدد قليل بالنسبة إلى حوالي مليون كويكب في الحزام الرئيسي التي تزيد مقاييسها أكبر من كيلومتر . يظل هذا التحيز الواضح في أخذ العينات مجالًا سانحا للبحث النشيط. 